# SABMiller
A SABMiller foi uma empresa multinacional anglo-sul-africana de bebidas e que atualmente foi adquirida pela sua maior concorrente direta, a brasileira-belga AB Inbev, por US$ 103 bilhões de dólares. A SABMiller detém mais de 200 marcas de cerveja, cujos papéis são negociados na Bolsa de Valores de Londres. SABMiller é uma sociedade anónima constituída sob as leis da Inglaterra. Antes da aquisição, a SABMiller era a segunda maior fabricante de cerveja do mundo, com produção de mais de 20 milhões de litros de cerveja e participação de mais de 10% no mercado global e perdendo apenas para a Anheuser-Busch InBev. A empresa foi formada em 30 de maio de 2002 a partir da fusão da South African Breweries com a Miller Brewing Company.
Em junho de 2005 adquiriu a cervejaria colombiana Bavaria S.A. por 7,8 bilhões de dólares e passa a ser líder com vantagem na Colômbia, com a operação o grupo Santo Domingo, antigo proprietário da Bavária passou a ser um grande acionista da SABMiller.
Possui operações em mais de 75 países, com fábricas de cerveja. O volume de negócios do grupo anglo-africano no ano fiscal de 2013 foi de 34,487 bilhões de dólares e a produção de cerveja foi de 306 milhões de hectolitros. Em 2014 o número total de empregados era de aproximadamente 70.000 funcionários.
SABMiller tem seus maiores mercados na África (19%), América do Norte (19%), Europa Central e Leste Europeu (20%), América do Sul (18%), mas sua sede é em Londres no Reino Unido. Em setembro de 2011 comprou o grupo Fosters da Austrália por 10,2 bilhões de dólares e que dá à SABmiller a liderança no mercado australiano de cervejas.
A  SABMiller tem apresentado um crescimento no segmento de refrigerantes e é um dos maiores engarrafadores mundiais de produtos Coca-Cola. O portfólio de marcas inclui cervejas premium internacional como Pilsner Urquell, Peroni Nastro Azzurro, Miller Genuine Draft e Grolsch, bem como as principais marcas locais, como Águila, Castle, Miller Lite, Snow, Tyskie e Victoria Bitter.
O maior acionista da SABMiller é o grupo americano de tabaco Altria com 36% das ações da empresa, antiga controladora da Miller Brewing Company e em segundo lugar esta o grupo empresarial colombiano Santo Domingo com 14% das ações da empresa.
Em outubro de 2015 a AB Inbev, sua maior concorrente, anunciou a aquisição da SABMiller pelo valor de US$ 109 bilhões, a terceira maior fusão da história, a aquisição já foi aprovada pela União Europeia com a condição de que todos os ativos da SABMiller na Europa fossem vendidos. A empresa se desfez de sua participação na cervejaria MillerCoors para a Molson Coors.